# 约翰·托沙克
约翰·本杰明·托沙克（1949年3月22日—）已退役威尔士足球运动员，足球教练。曾经执教过皇家社会，皇家马德里，威尔士国家队等球队。曾经率领英格兰第四级联赛球队斯旺西城打入到第一级别联赛。

## 国际比赛生涯
托沙克为威尔士国家队出战了40场国际赛，13个进球，包括在1979年英国本土四角锦标赛对阵苏格兰的比赛中上演的帽子戏法。

## 私人生活
托沙克的儿子卡梅伦也是一个前职业足球运动员，曾经效力于加的夫城。在托沙克担任马其顿国家队主教练时在马其顿国家队担任教练。2013年加盟斯旺西担任U18教练，现在在斯旺西担任U23教练。

## 荣誉

### 球员
加的夫城
- 威尔士杯 (3)1966-67,1967-68,1968-69

利物浦
- 英格兰足球甲组联赛 (3): 1972-73, 1975-76, 1976-77
- 英格兰足总杯 (1): 1973-74
- 英格兰慈善盾 (1):1976
- 欧洲冠军杯 (1): 1976-77
- 欧洲联盟杯 (2): 1972-73, 1975-76
- 欧洲超级杯 (1)：1977

### 球员兼教练
斯旺西城
- 威尔士杯 (3): 1980-81, 1981-82, 1982-83

### 教练
皇家社会
- 西班牙国王杯 (1): 1986-87

皇家马德里
- 西班牙足球甲级联赛 (1): 1989-90

拉科鲁尼亚
- 西班牙超级杯 (1): 1995

贝西克塔斯
- 土耳其杯 (1): 1997-98

哈扎尔连科兰
- 阿塞拜疆超级杯 (1): 2013

外傣卡萨布兰卡
- 摩洛哥足球甲级联赛 (1): 2014-15

### 个人荣誉
- 西班牙年度教练 (2)：1989年、1990年